# Condé-en-Normandie
Condé-en-Normandie è un comune francese di nuova costituzione in Normandia, dipartimento del Calvados, arrondissement di Vire. Il 1º gennaio 2017 è stato creato accorpando i comuni di La Chapelle-Engerbold, Condé-sur-Noireau, Lénault, Proussy, Saint-Germain-du-Crioult e Saint-Pierre-la-Vieille che ne sono diventati comuni delegati.